# Sally Phillips
Sally Elizabeth Phillips (Brits Hongkong, 10 mei 1970) is een Engelse actrice, komiek en presentatrice. 

## Jeugd en opleiding
Phillips werd geboren in Hong Kong, dat destijds onder Britse heerschappij stond. Haar vader werkte voor een luchtvaartmaatschappij waardoor ze opgroeide in het Verre Oosten, het Midden-Oosten, Italië en Australië. Ze studeerde Italiaans en taalkunde aan New College, Oxford. 
Philips is getrouwd geweest en heeft uit dat huwelijk 3 zoons.

## Loopbaan
Tijdens haar studie in Oxford sloot ze zich aan bij de Oxford Revue. Ze speelde daar voornamelijk mannelijke rollen. Daar ontmoette ze ook Stewart Lee en Richard Herring. Later speelde Phillips in hun televisieshow, First of Fun.
Ze staat bekend om haar rollen in onder andere Jam & Jerusalem, Miranda en haar gastoptredens als de fictieve premier van Finland Minna Häkkinen in de Amerikaanse tv-serie Veep. Phillips speelde ook mee in Pride and Prejudice and Zombies en in alle drie de films van de Bridget Jones-reeks.
Van 2004 tot 2019 vertolkte Phillips de titelrol in de comedyshow Clare in the Community van BBC Radio 4.

## Filmografie

### Film
| Jaar | Titel                                              | Rol                   |
| ---- | -------------------------------------------------- | --------------------- |
| 1999 | Notting Hill                                       | Caroline              |
| 2001 | Birthday Girl                                      | Karen                 |
| 2001 | Mean Machine                                       | Tracey                |
| 2001 | Bridget Jones's Diary                              | Sharon "Shazza"       |
| 2004 | Bridget Jones: The Edge of Reason                  | Sharon "Shazza"       |
| 2004 | Gladiatress                                        | Worthaboutapig        |
| 2004 | Tooth: Do You Believe in Fairies?                  | Moeder                |
| 2006 | BoyTown                                            | Holly                 |
| 2011 | The Decoy Bride                                    | Emma                  |
| 2015 | Set the Thames on Fire                             | Colette               |
| 2016 | Pride and Prejudice and Zombies                    | Mrs Bennet            |
| 2016 | Bridget Jones's Baby                               | Sharon "Shazza"       |
| 2016 | The Rizen                                          | The Suited Woman      |
| 2017 | Ferdinand                                          | Greta (stem)          |
| 2017 | You, Me and Him                                    | Amy                   |
| 2018 | The More You Ignore                                | Marie Henty           |
| 2018 | Surviving Christmas with the Relatives             | Miriam                |
| 2019 | The Rizen: Possession                              | The Suited Woman      |
| 2019 | Blinded by the Light                               | Mrs Andersen          |
| 2021 | Off the Rails                                      | Liz                   |
| 2022 | How to Please a Woman                              | Gina                  |
| 2022 | The Fence                                          | Sharon Knight         |
| 2023 | The Statistical Probability of Love at First Sight | Tessa Jones           |
| 2024 | Modì                                               | vrouw van de generaal |
| 2025 | Bridget Jones: Mad about the Boy                   | Sharon "Shazza"       |

### Televisie
| Jaar                       | Titel                                    | Rol                          |
| -------------------------- | ---------------------------------------- | ---------------------------- |
| 1995                       | Smith & Jones                            |                              |
| 1995–1996                  | Fist of Fun                              | Verschillende rollen         |
| 1997                       | I'm Alan Partridge                       | Sophie                       |
| 1998                       | Holding the Baby                         | Laura                        |
| 1998                       | In the Red                               | Jemma White                  |
| 1999                       | Hippies                                  | Jill Sprint                  |
| 1999–2003                  | Smack the Pony                           | Verschillende rollen         |
| 2000                       | The Junkies                              | Sal                          |
| 2002                       | Rescue Me                                | Katie Nash                   |
| 2005–2006                  | Green Wing                               | Holly Hawkes                 |
| 2006                       | Hyperdrive                               | Clare Winchester             |
| 2006                       | The Amazing Mrs Pritchard                | Meg Bayliss                  |
| 2006–2009                  | Jam and Jerusalem                        | Natasha "Tash" Vine          |
| 2009–2015                  | Miranda                                  | Matilda "Tilly"              |
| 2009                       | Skins                                    | Angela Moon                  |
| 2009                       | Svengali                                 | Michelle                     |
| 2011                       | Parents                                  | Jenny Pope                   |
| 2012                       | New Tricks                               | Samantha Gerson              |
| 2012—                      | The Undateables                          | Voice-over                   |
| 2013                       | Chickens                                 | Miss Trimble                 |
| 2013                       | Something Special                        | Zichzelf, te gast            |
| 2013–2014, 2016–2017, 2019 | Veep                                     | Minna Häkkinen               |
| 2014                       | The Supervet                             | Verteller                    |
| 2015                       | We’re Doomed! The Dad’s Army Story       | Ann Croft                    |
| 2015                       | Death in Paradise                        | Cheryl Moore                 |
| 2016                       | Galavant                                 | Ivanna                       |
| 2016                       | Midsomer Murders                         | Lucy Keswick                 |
| 2016                       | A World Without Down's Syndrome?         | Zichzelf - Presentatrice     |
| 2016–2017                  | Zapped                                   | Slasher Morgan               |
| 2017                       | Lip Sync Battle UK                       | Zichzelf                     |
| 2017                       | Comic Relief                             | Co-presentator               |
| 2017                       | Henry IX                                 | Queen Katerina               |
| 2017                       | Hospital People                          | Helena Steel                 |
| 2017                       | Taskmaster                               | Zichzelf, deelnemer          |
| 2017                       | The One Show                             | Gastpresentator              |
| 2017                       | Travel Man                               | Zichzelf, te gast            |
| 2017                       | All Star Musicals                        | Zichzelf, deelnemer          |
| 2017                       | QI                                       | Zichzelf                     |
| 2017                       | Tim Vine Travels in Time                 | Catherine of Aragon          |
| 2018                       | Trollied                                 | Lou Chettle                  |
| 2018                       | The One Show                             | Gastpresentator              |
| 2018                       | QI                                       | Zichzelf                     |
| 2018                       | Vanity Fair                              | Lady Steyne                  |
| 2018–2019                  | Tourist Trap                             | Elaine Gibbons               |
| 2019                       | Archibald's Next Big Thing               | Flurbin                      |
| 2019                       | Year of the Rabbit                       | Princess Juliana of Bulgaria |
| 2020                       | Friday Night Dinner                      | The Gibby                    |
| 2020                       | Sunday Morning Live                      | Presentator                  |
| 2021                       | Meet the Richardsons                     | Sally Phillips               |
| 2022                       | My Life at Christmas with Sally Phillips | Zichzelf                     |

### Audioboeken
| Jaar | Titel               | Auteur       | Opmerkingen            |
| ---- | ------------------- | ------------ | ---------------------- |
| 2022 | The Satsuma Complex | Bob Mortimer | Samen met Bob Mortimer |